# Візові вимоги щодо громадян України

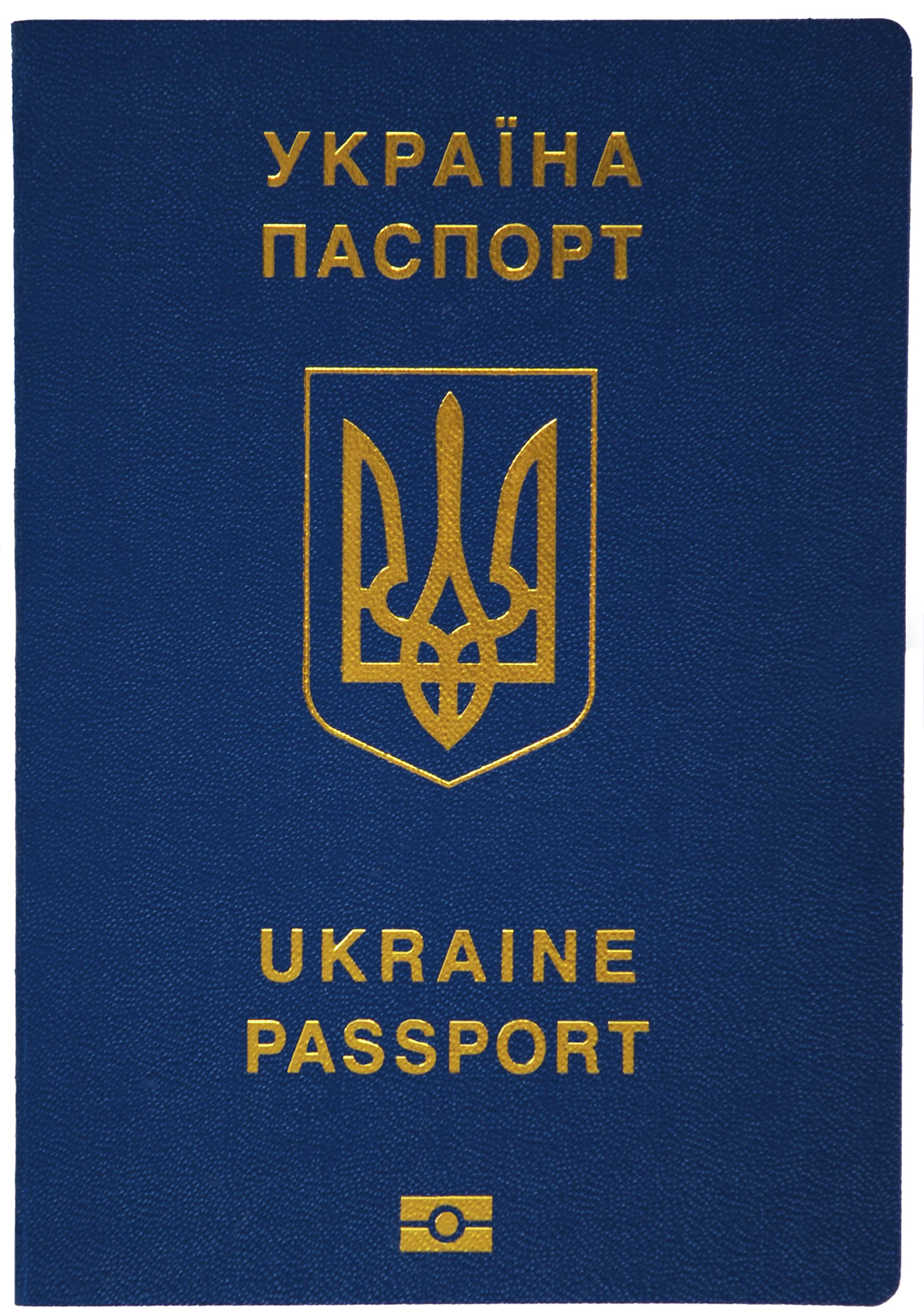
Паспорт громадянина України для виїзду за кордон

Ві́зові вимо́ги для громадя́н Украї́ни — адміністративні обмеження владою інших держав щодо відвідування їх громадянами України.
Станом на 25.01.2025 року, українські громадяни можуть безвізово або отримуючи візу по прибуттю, відвідувати 149 країн (зі 198 незалежних та частково визнаних держав) та територій (згідно інтернет-порталу Global Passport Index).

## Мапа візових вимог для громадян України

Мапа візових вимог для громадян України
Україна
Свобода переміщення
Віза не потрібна / ESTA / eTA / eVisitor / K-ETA
Віза по прибуттю
eVisa
Віза доступна в обох варіантах: по прибуттю або eVisa
Віза потрібна (оформлення в дипломатичних установах)

## Таблиця за країнами та територіями

### Європа
| Країна               | Вимога           | Перебування | Примітки |
| -------------------- | ---------------- | ----------- | --- |
| Австрія              | Віза не потрібна | 90 днів     | Діє правило Шенгенської зони. |
| Азербайджан          | Віза не потрібна | 90 днів     | |
| Албанія              | Віза не потрібна | 90 днів     | |
| Андорра              | Віза не потрібна | 90 днів     | Діє правило Шенгенської зони. |
| Вірменія             | Віза не потрібна | 180 днів    | |
| Бельгія              | Віза не потрібна | 90 днів     | Діє правило Шенгенської зони. |
| Білорусь             | Віза не потрібна | 90 днів     | В'їзд лише за закордонним паспортом. |
| Болгарія             | Віза не потрібна | 90 днів     | Діє правило Шенгенської зони. |
| Боснія і Герцеговина | Віза не потрібна | 30 днів     | |
| Ватикан              | Віза не потрібна | 90 днів     | Діє правило Шенгенської зони. |
| Велика Британія      | Віза потрібна    |             | |
| Греція               | Віза не потрібна | 90 днів     | Діє правило Шенгенської зони. |
| Грузія               | Віза не потрібна | 3 роки      | Можливий в'їзд за паспортом громадянина України у вигляді ID-картки, в цьому випадку термін перебування становить 90 днів. З квітня 2024 року термін перебування встановлено на рівні 3 років. |
| Данія                | Віза не потрібна | 90 днів     | Діє правило Шенгенської зони. |
| Естонія              | Віза не потрібна | 90 днів     | Діє правило Шенгенської зони. |
| Ірландія             | Віза не потрібна | 90 днів     | |
| Ісландія             | Віза не потрібна | 90 днів     | Діє правило Шенгенської зони. |
| Іспанія              | Віза не потрібна | 90 днів     | Діє правило Шенгенської зони. |
| Італія               | Віза не потрібна | 90 днів     | Діє правило Шенгенської зони. |
| Кіпр                 | Віза не потрібна | 90 днів     | Діє правило Шенгенської зони. |
| Латвія               | Віза не потрібна | 90 днів     | Діє правило Шенгенської зони. |
| Литва                | Віза не потрібна | 90 днів     | Діє правило Шенгенської зони. |
| Ліхтенштейн          | Віза не потрібна | 90 днів     | Діє правило Шенгенської зони. |
| Люксембург           | Віза не потрібна | 90 днів     | Діє правило Шенгенської зони. |
| Мальта               | Віза не потрібна | 90 днів     | Діє правило Шенгенської зони. |
| Молдова              | Віза не потрібна | 90 днів     | |
| Монако               | Віза не потрібна | 90 днів     | Діє правило Шенгенської зони. |
| Нідерланди           | Віза не потрібна | 90 днів     | Діє правило Шенгенської зони. |
| Німеччина            | Віза не потрібна | 90 днів     | Діє правило Шенгенської зони. |
| Норвегія             | Віза не потрібна | 90 днів     | Діє правило Шенгенської зони. |
| Північна Македонія   | Віза не потрібна |             | |
| Польща               | Віза не потрібна | 90 днів     | Діє правило Шенгенської зони. |
| Португалія           | Віза не потрібна | 90 днів     | Діє правило Шенгенської зони. |
| Росія                | Віза не потрібна | 90 днів     | 90 днів протягом 180 днів. В'їзд дозволений лише через аеропорт Москва-Шереметьєво (SVO). |
| Румунія              | Віза не потрібна | 90 днів     | Діє правило Шенгенської зони. |
| Сан-Марино           | Віза не потрібна | 90 днів     | Діє правило Шенгенської зони. |
| Сербія               | Віза не потрібна | 30 днів     | Діє правило до 30 днів в 90 денний період. В'їзд з території Косово неможливий. |
| Словаччина           | Віза не потрібна | 90 днів     | Діє правило Шенгенської зони. |
| Словенія             | Віза не потрібна | 90 днів     | Діє правило Шенгенської зони. |
| Угорщина             | Віза не потрібна | 90 днів     | Діє правило Шенгенської зони. |
| Фінляндія            | Віза не потрібна | 90 днів     | Діє правило Шенгенської зони. |
| Франція              | Віза не потрібна | 90 днів     | Діє правило Шенгенської зони. |
| Туреччина            | Віза не потрібна | 90 днів     | Можливий в'їзд за паспортом громадянина України у вигляді ID-картки. |
| Хорватія             | Віза не потрібна | 90 днів     | Діє правило Шенгенської зони. |
| Чехія                | Віза не потрібна | 90 днів     | Діє правило Шенгенської зони. |
| Чорногорія           | Віза не потрібна | 90 днів     | |
| Швейцарія            | Віза не потрібна | 90 днів     | Діє правило Шенгенської зони. |
| Швеція               | Віза не потрібна | 90 днів     | Діє правило Шенгенської зони. |

### Азія
| Країна            | Вимога                           | Перебування    | Примітки |
| ----------------- | -------------------------------- | -------------- | --- |
| Афганістан        | Віза потрібна                    |                | |
| Бангладеш         | Віза по прибуттю                 | 30 днів        | |
| Бахрейн           | Віза по прибуттю                 | 30 днів        | |
| Бруней            | Віза не потрібна                 | 30 днів        | |
| Бутан             | Електронна віза                  |                | |
| В'єтнам           | Електронна віза                  |                | Можливо отримання візи через інтернет. У разі поїздки на острів провінції Фукуок, віза для 30 днів перебування не потрібна. Це можливо тільки якщо прибуття в країну безпосередньо через аеропорт Фукуок (PQC) або у випадку транзитної пересадки в аеропортах Ханой (HAN) й Хошимін (SGN). Також можливо отримати візу по прибуттю якщо є попереднє схвалення від компетентних органів В'єтнама (тільки в аеропортах Ханой (HAN), Хошимін (SGN), Дананг (DAD) та Нячанг (CXR)). |
| Ємен              | Віза потрібна                    |                | Особам, які мають в паспорті будь-які відмітки Ізраїлю, буде відмовлено у в'їзді. |
| Ізраїль           | Віза не потрібна                 | 90 днів        | З 1.07.2024 року Ізраїль запровадив додаткові обмеження на в’їзд громадян України. |
| Індія             | Електронна віза                  | 60 днів        | Оформлення візи через інтернет |
| Індонезія         | Віза по прибуттю                 |                | Можливе оформлення візи по прибуттю VoA, або онлайн e-Voa |
| Ірак              | Електронна віза                  |                | Особам, які мають в паспорті будь-які відмітки Ізраїлю, буде відмовлено у в'їзді. |
| Іран              | Електронна віза                  |                | Особам, які мають в паспорті будь-які відмітки Ізраїлю, буде відмовлено у в'їзді. |
| Йорданія          | Віза по прибуттю                 | 30 днів        | |
| Казахстан         | Віза не потрібна                 | 90 днів        | |
| Камбоджа          | Віза по прибуттю                 | 30 днів        | |
| Катар             | Віза не потрібна                 | 90 днів        | |
| Киргизстан        | Віза не потрібна                 | 90 днів        | |
| КНР (Китай)       | Віза потрібна                    |                | Можливо отримати візу по прибуттю, якщо є попереднє схвалення від компетентних органів КНР. У випадку транзиту (за наявності подальшого квитка), віза не потрібна на термін перебування до 240 годин (10 днів) через 60 аеропортів у 24 провінціях. Список дозволених аеропортів У разі поїздки з метою туризму до провінції Хайнань, віза для 30 днів перебування не потрібна. Це можливо тільки у випадку прибуття в країну безпосередньо через аеропорти Санья (SYX) або Хайкоу (HAK). |
| Кувейт            | Віза по прибуттю                 | 90 днів        | Особам, які мають в паспорті будь-які відмітки Ізраїлю, буде відмовлено у в'їзді. |
| Лаос              | Віза по прибуттю                 | 30 днів        | Отримання візи по прибуттю можливе тільки в аеропортах Луанґпхабанґ (LPQ), Паксе (PKZ) та В'єнтьян (VTE). |
| Ліван             | Віза по прибуттю                 | 30 днів        | Отримання візи по прибуттю можливе тільки в аеропорту Бейрут (BEY). Особам, які мають в паспорті будь-які відмітки Ізраїлю, буде відмовлено у в'їзді. |
| Малайзія          | Віза не потрібна                 | 30 днів        | |
| Мальдіви          | Віза по прибуттю                 | 30 днів        | |
| Монголія          | Віза не потрібна                 | 90 днів        | |
| М'янма            | Електронна віза                  |                | Оформлення візи через інтернет |
| Непал             | Віза по прибуттю                 | 90 днів        | |
| ОАЕ (Емірати)     | Віза не потрібна                 | 30 днів        | |
| Оман              | Електронна віза                  | 14 днів безвіз | Оформлення візи через інтернет |
| Пакистан          | Електронна віза                  | 90 днів        | Оформлення візи через інтернет по спрощеній процедурі |
| Південна Корея    | Віза потрібна                    |                | Можливий в'їзд за наявності подальшого квитка та дійсної візи (у тому числі електронної) будь-якої країни Євросоюзу, Австралії, Канади, Нової Зеландії або США коли: - прибуття з третьої країни й подальша пересадка в Південній Кореї протягом наступних 30 днів до держави, яка видала візу (наприклад, DEL-ICN-YVR) - прибуття з третьої країни після транзиту з подальшою пересадкою в Південній Кореї протягом наступних 3 днів (наприклад, DEL-SGN-ICN-YVR) - прибуття з країни, яка видала візу (навіть якщо термін її дії закінчився при вильоті), із подальшою пересадкою в Південній Кореї до третьої держави (наприклад, YVR-ICN-DEL) У разі поїздки на острів провінції Чеджу, віза для 30 днів перебування не потрібна. Це можливо тільки якщо прибуття в країну відбувається безпосередньо через аеропорт Чеджу (CJU). |
| Північна Корея    | Віза потрібна                    |                | Відвідування з метою туризму можливо тільки в складі групового туру, який організовано уповноваженими туристичними агенціями Північної Кореї. |
| Саудівська Аравія | Електронна віза/Віза по прибуттю |                | Оформлення візи через інтернет |
| Сінгапур          | Електронна віза                  |                | Оформлення візи через інтернет У разі транзиту, який не перевищує 96 годин, віза не потрібна. Наявність квитка в кінцеву країну призначення є обов'язковою. |
| Сирія             | Віза не потрібна                 |                | Перехідний уряд Сирії не накладає жодних візових вимог на своїх відвідувачів і вимагає лише паспорт для в’їзду, у тому числі і для громадян України |
| Східний Тимор     | Віза по прибуттю                 | 30 днів        | |
| Таджикистан       | Віза не потрібна                 | 90 днів        | |
| Таїланд           | Віза не потрібна                 | 60 днів        | |
| Туркменістан      | Віза потрібна                    |                | У разі наявності запрошення від юридичної особи, яке схвалено Міністерством закордонних справ, віза для 10 днів перебування не потрібна. |
| Узбекистан        | Віза не потрібна                 | 90 днів        | |
| Філіппіни         | Віза потрібна                    |                | |
| Шрі-Ланка         | Електронна віза                  |                | Оформлення візи через інтернет |
| Японія            | Віза потрібна                    |                | Отримання туристичної візи відбувається по спрощеній процедурі, гарант від японської сторони не потрібен. |

### Африка
| Країна                           | Вимога                           | Перебування                          | Примітки |
| -------------------------------- | -------------------------------- | ------------------------------------ | --- |
| Алжир                            | Віза потрібна                    |                                      | |
| Ангола                           | Віза потрібна                    |                                      | Можливо отримати візу по прибуттю, якщо є попереднє схвалення від компетентних органів Анголи. |
| Бенін                            | Електронна віза                  |                                      | Оформлення візи через інтернет |
| Ботсвана                         | Електронна віза                  |                                      | Оформлення візи через інтернет |
| Буркіна-Фасо                     | Електронна віза                  |                                      | |
| Бурунді                          | Віза по прибуттю/Електронна віза |                                      | |
| Габон                            | Електронна віза                  |                                      | Оформлення візи через інтернет |
| Гамбія                           | Віза потрібна                    |                                      | Від отримання візи звільняються особи, які прибувають в країну чартерними рейсами з метою туризму. |
| Гана                             | Віза потрібна                    |                                      | Можливо отримати візу по прибуттю якщо є попереднє схвалення від компетентних органів Гани. |
| Гвінея                           | Електронна віза                  |                                      | Оформлення візи через інтернет |
| Гвінея-Бісау                     | Віза потрібна                    |                                      | |
| ДР Конго                         | Електронна віза                  |                                      | Оформлення візи через інтернет |
| Джибуті                          | Електронна віза                  |                                      | Оформлення візи через інтернет |
| Екваторіальна Гвінея             | Електронна віза                  |                                      | |
| Еритрея                          | Віза потрібна                    |                                      | Можливо отримати візу по прибуттю якщо є попереднє схвалення від компетентних органів Еритреї. |
| Есватіні                         | Віза не потрібна                 | 30 днів                              | |
| Ефіопія                          | Електронна віза                  |                                      | Оформлення візи через інтернет За нею в'їзд можливий тільки через аеропорт Аддис-Абеба (ADD). |
| Єгипет                           | Віза по прибуттю                 | 30 днів                              | Можливе відвідування без візи (в разі в'їзду через аеропорти Шарм Ель Шейх (SSH), Святої Катерини (SKV), Таба (TCP) чи КПП Таба на сухопутному кордоні з Ізраїлем на строк не більше 15 днів), але пересування буде обмежено територією Синайського півостріва. |
| Замбія                           | Віза не потрібна                 | 90 днів                              | |
| Зімбабве                         | Віза по прибуттю                 | 90 днів                              | |
| Кабо-Верде                       | Віза по прибуттю                 | 90 днів                              | |
| Камерун                          | Електронна віза                  |                                      | |
| Кенія                            | Електронна віза                  |                                      | Оформлення візи через інтернет |
| Коморські Острови                | Віза по прибуттю                 | 45 днів                              | |
| Республіка Конго                 | Віза потрібна                    |                                      | Можливо отримати візу по прибуттю якщо є VIP-запрошення. |
| Кот-д'Івуар                      | Електронна віза                  |                                      | Оформлення візи через інтернет За нею в'їзд можливий тільки через аеропорт Абіджан (ABJ). |
| Лесото                           | Електронна віза                  |                                      | Оформлення візи через інтернет |
| Ліберія                          | Віза по прибуттю/Електронна віза |                                      | Можливо отримати візу по прибуттю якщо: - є попереднє схвалення від компетентних органів Ліберії - поїздка починається з країни, де нема дипломатичного представництва Ліберії                                                                                  |
| Лівія                            | Електронна віза                  |                                      | Можливо отримати візу по прибуттю якщо метою поїздки є відвідування резидента Лівії (за наявності відповідних документів). Особам, які мають в паспорті будь-які відмітки Ізраїлю, буде відмовлено у в'їзді.                                                    |
| Маврикій                         | Віза не потрібна                 | 180 днів                             | Повторне укладення Угоди про безвізовий режим. |
| Мавританія                       | Електронна віза                  |                                      | |
| Мадагаскар                       | Віза по прибуттю                 | 90 днів                              | |
| Малаві                           | Електронна віза                  |                                      | Оформлення візи через інтернет |
| Малі                             | Віза потрібна                    |                                      | |
| Марокко                          | Віза потрібна                    |                                      | |
| Мозамбік                         | Віза по прибуттю                 | 90 днів                              | Отримання візи по прибуттю можливе тільки в аеропортах Бейра (BEW), Нампула (APL), Мапуту (MPM), Пемба (POL), Тете (TET) та Віланкулос (VNX). |
| Намібія                          | Віза по прибуттю/Електронна віза | 90 днів                              | |
| Нігер                            | Віза потрібна                    |                                      | |
| Нігерія                          | Електронна віза                  |                                      | Оформлення візи через інтернет |
| ПАР                              | Віза потрібна                    |                                      | |
| Південний Судан                  | Електронна віза                  |                                      | Оформлення візи через інтернет |
| Руанда                           | Віза по прибуттю/Електронна віза | 30 днів                              | |
| Сан-Томе і Принсіпі              | Електронна віза                  |                                      | Оформлення візи через інтернет Також є можливість отримати візу по прибуттю за наявності дійсної візи США або Шенгену. |
| Сейшельські Острови              | Віза по прибуттю                 | 30 днів                              | |
| Сенегал                          | Віза по прибуттю                 | 90 днів                              | |
| Сомалі                           | Електронна віза                  |                                      | |
| Судан                            | Віза потрібна                    |                                      | Можливо отримати візу по прибуттю якщо є попереднє схвалення від компетентних органів Судану. |
| Сьєрра-Леоне                     | Електронна віза                  |                                      | |
| Танзанія                         | Віза по прибуттю                 | 90 днів                              | |
| Того                             | Електронна віза                  |                                      | |
| Туніс                            | Віза не потрібна                 | 90 днів протягом 180-денного періоду | |
| Уганда                           | Електронна віза                  |                                      | |
| Центральноафриканська Республіка | Віза потрібна                    |                                      | |
| Чад                              | Віза потрібна                    |                                      | Можливо отримати візу по прибуттю якщо є попереднє схвалення від компетентних органів Чада. |

### Північна Америка
| Країна                   | Вимога           | Перебування | Примітки |
| ------------------------ | ---------------- | ----------- | --- |
| Антигуа і Барбуда        | Віза не потрібна | 180 днів    | |
| Багамські Острови        | Електронна віза  |             | Оформлення візи через інтернет |
| Барбадос                 | Віза не потрібна | 28 днів     | |
| Беліз                    | Віза потрібна    |             | Можливий в'їзд за наявності дійсної Шенгенської візи. Також є можливість отримати візу по прибуттю якщо є дійсна багаторазова віза США. |
| Гаїті                    | Віза не потрібна | 90 днів     | |
| Гватемала                | Віза не потрібна | 90 днів     | |
| Гондурас                 | Віза не потрібна | 90 днів     | |
| Гренада                  | Віза не потрібна | 90 днів     | |
| Домініка                 | Віза не потрібна | 90 днів     | |
| Домініканська Республіка | Віза не потрібна | 90 днів     | По прибуттю необхідно придбати туристичну картку терміном на 30 днів перебування, яка може бути продовжена двічі.                       |
| Канада                   | Віза потрібна    |             | |
| Коста-Рика               | Віза не потрібна | 90 днів     | |
| Куба                     | Електронна віза  |             | |
| Мексика                  | Електронна віза  | 180 днів    | Оформлення візи через інтернет |
| Нікарагуа                | Віза не потрібна | 90 днів     | |
| Панама                   | Віза не потрібна | 180 днів    | |
| Сальвадор                | Віза не потрібна | 90 днів     | |
| Сент-Вінсент і Гренадини | Віза не потрібна | 90 днів     | |
| Сент-Кіттс і Невіс       | Віза не потрібна | 90 днів     | |
| Сент-Люсія               | Віза потрібна    |             | Віза на 1 день не потрібна для пасажирів круїзних лайнерів.                                                                             |
| США                      | Віза потрібна    |             | |
| Тринідад і Тобаго        | Електронна віза  |             | |
| Ямайка                   | Віза не потрібна | 30 днів     | |

### Південна Америка
| Країна    | Вимога           | Перебування | Примітки                                                                                                  |
| --------- | ---------------- | ----------- | --- |
| Аргентина | Віза не потрібна | 90 днів     | |
| Болівія   | Віза по прибуттю | 90 днів     | Можливо отримати візу по прибуттю якщо є запрошення або бронювання готелю.                                |
| Бразилія  | Віза не потрібна | 90 днів     | |
| Венесуела | Віза потрібна    |             | |
| Гаяна     | Електронна віза  |             | Оформлення візи через інтернет Можливо отримати візу по прибуттю якщо є запрошення або бронювання готелю. |
| Еквадор   | Віза не потрібна | 90 днів     | |
| Колумбія  | Віза не потрібна | 90 днів     | |
| Парагвай  | Віза не потрібна | 90 днів     | |
| Перу      | Віза не потрібна | 183 дні     | |
| Суринам   | Електронна віза  |             | Оформлення візи через інтернет                                                                            |
| Уругвай   | Віза не потрібна | 90 днів     | |
| Чилі      | Віза не потрібна | 90 днів     | |

### Океанія
| Країна                       | Вимога           | Перебування | Примітки                                                                                     |
| ---------------------------- | ---------------- | ----------- | -------------------------------------------------------------------------------------------- |
| Австралія                    | Електронна віза  |             | Оформлення візи через інтернет                                                               |
| Вануату                      | Віза не потрібна | 30 днів     |                                                                                              |
| Кірибаті                     | Віза не потрібна | 90 днів     |                                                                                              |
| Маршаллові Острови           | Віза не потрібна | 90 днів     |                                                                                              |
| Науру                        | Віза потрібна    |             | Можливо отримати візу по прибуттю якщо є попереднє схвалення від компетентних органів Науру. |
| Нова Зеландія                | Електронна віза  |             | Оформлення візи через інтернет.                                                              |
| Палау                        | Віза по прибуттю | 30 днів     |                                                                                              |
| Папуа Нова Гвінея            | Електронна віза  |             |                                                                                              |
| Самоа                        | Віза по прибуттю | 60 днів     |                                                                                              |
| Соломонові Острови           | Віза потрібна    |             |                                                                                              |
| Тонга                        | Віза по прибуттю | 31 день     |                                                                                              |
| Тувалу                       | Віза по прибуттю | 30 днів     |                                                                                              |
| Федеративні Штати Мікронезії | Віза не потрібна | 30 днів     |                                                                                              |
| Фіджі                        | Віза не потрібна | 120 днів    |                                                                                              |

### Залежні території
Австралія:
| Територія                        | Вимога          | Перебування | Примітки                                                       |
| -------------------------------- | --------------- | ----------- | -------------------------------------------------------------- |
| Кокосові острови                 | Електронна віза |             | Оформлення візи через інтернет (діє візова політика Австралії) |
| Острів Норфолк                   | Електронна віза |             | Оформлення візи через інтернет (діє візова політика Австралії) |
| Острів Різдва                    | Електронна віза |             | Оформлення візи через інтернет (діє візова політика Австралії) |
| Острів Херд і острови Макдональд | Електронна віза |             | Оформлення візи через інтернет (діє візова політика Австралії) |

Велика Британія:
| Територія                                           | Вимога                      | Перебування | Примітки |
| --------------------------------------------------- | --------------------------- | ----------- | --- |
| Акротирі і Декелія                                  | Віза не потрібна            | 90 днів     | Існує можливість відвідування за умовою законного знаходження на території Кіпру. Діє правило Шенгенської зони.       |
| Ангілья                                             | Електронна віза             |             | Можливий в'їзд за наявності дійсної британської візи.                                                                 |
| Бермудські Острови                                  | Віза потрібна               |             | Можливий в'їзд за наявності дійсної візи Великої Британії, Канади або США.                                            |
| Британська Територія в Індійському Океані           | Потрібен спеціальний дозвіл |             | Територія заборонена для відвідування з метою туризму.                                                                |
| Британські Віргінські Острови                       | Віза потрібна               |             | Можливий в'їзд за наявності дійсної візи Великої Британії, Канади або США.                                            |
| Гернсі                                              | Віза потрібна               |             | Можливий в'їзд за наявності дійсної британської візи.                                                                 |
| Гібралтар                                           | Віза потрібна               |             | Можливий в'їзд за наявності дійсної британської візи.                                                                 |
| Джерсі                                              | Віза потрібна               |             | Можливий в'їзд за наявності дійсної британської візи.                                                                 |
| Кайманові Острови                                   | Віза потрібна               |             | Має статус автономії, тому необхідна окрема віза.                                                                     |
| Монтсеррат                                          | Електронна віза             |             | Оформлення візи через інтернет Також можливий в'їзд за наявності дійсної візи Канади, США або країни Шенгену.         |
| Острів Мен                                          | Віза потрібна               |             | Можливий в'їзд за наявності дійсної британської візи.                                                                 |
| Острови Святої Єлени, Вознесіння і Тристан-да-Кунья | Електронна віза             |             | Оформлення візи через інтернет                                                                                        |
| Острови Теркс і Кайкос                              | Віза потрібна               |             | |
| Південна Джорджія та Південні Сандвічеві Острови    | Віза по прибуттю            | 30 днів     | Дістатися до острова можна тільки морським транспортом. Як правило, перевізник оформляє попередній дозвіл на висадку. |
| Піткерн                                             | Віза по прибуттю            | 14 днів     | Дістатися до острова можна тільки морським транспортом. Як правило, перевізник оформляє попередній дозвіл на висадку. |
| Фолклендські Острови                                | Віза потрібна               |             | Має статус автономії, тому необхідна окрема віза.                                                                     |

Данія:
| Територія         | Вимога           | Перебування | Примітки                                           |
| ----------------- | ---------------- | ----------- | -------------------------------------------------- |
| Ґренландія        | Віза не потрібна | 90 днів     | Туристам з біометричним паспортом віза не потрібна |
| Фарерські острови | Віза не потрібна | 90 днів     | Туристам з біометричним паспортом віза не потрібна |

Ізраїль:
| Територія | Вимога           | Перебування | Примітки                                                                            |
| --------- | ---------------- | ----------- | ----------------------------------------------------------------------------------- |
| Палестина | Віза не потрібна | 90 днів     | Існує можливість відвідування за умовою законного знаходження на території Ізраїлю. |

Іспанія:
| Територія                   | Вимога           | Перебування | Примітки                      |
| --------------------------- | ---------------- | ----------- | ----------------------------- |
| Канарські острови           | Віза не потрібна | 90 днів     | Діє правило Шенгенської зони. |
| Мелілья                     | Віза не потрібна | 90 днів     | Діє правило Шенгенської зони. |
| Сеута                       | Віза не потрібна | 90 днів     | Діє правило Шенгенської зони. |
| Суверенні території Іспанії | Віза не потрібна | 90 днів     | Діє правило Шенгенської зони. |

Китай:
| Територія      | Вимога           | Перебування | Примітки                                                                                       |
| -------------- | ---------------- | ----------- | ---------------------------------------------------------------------------------------------- |
| Гонконг        | Віза не потрібна | 14 днів     |                                                                                                |
| Макао (Аомінь) | Віза не потрібна | 30 днів     |                                                                                                |
| Тайвань        | Віза потрібна    |             | Можливо отримати візу по прибуттю якщо є попереднє схвалення від компетентних органів Тайваню. |

Марокко:
| Територія      | Вимога        | Перебування | Примітки                                                                            |
| -------------- | ------------- | ----------- | ----------------------------------------------------------------------------------- |
| Західна Сахара | Віза потрібна |             | Існує можливість відвідування за умовою законного знаходження на території Марокко. |

Нідерланди:
| Територія     | Вимога           | Перебування | Примітки                                           |
| ------------- | ---------------- | ----------- | -------------------------------------------------- |
| Аруба         | Віза не потрібна | 90 днів     |                                                    |
| Бонайре       | Віза не потрібна | 90 днів     |                                                    |
| Кюрасао       | Віза не потрібна | 90 днів     |                                                    |
| Саба          | Віза не потрібна | 90 днів     |                                                    |
| Сінт-Естатіус | Віза не потрібна | 90 днів     |                                                    |
| Сінт-Мартен   | Віза не потрібна | 90 днів     | Туристам з біометричним паспортом віза не потрібна |

Нова Зеландія:
| Територія    | Вимога           | Перебування | Примітки                                                 |
| ------------ | ---------------- | ----------- | -------------------------------------------------------- |
| Ніуе         | Віза не потрібна | 30 днів     |                                                          |
| Острови Кука | Віза не потрібна | 31 день     |                                                          |
| Токелау      | Віза потрібна    |             | Можливий в'їзд за наявності дійсної візи Нової Зеландії. |

Норвегія:
| Територія           | Вимога           | Перебування | Примітки                                                     |
| ------------------- | ---------------- | ----------- | ------------------------------------------------------------ |
| Свальбард і Ян-Маєн | Віза не потрібна | ∞           | Вільний в'їзд для громадян держав-учасників Паризької угоди. |

Португалія:
| Територія        | Вимога           | Перебування | Примітки                      |
| ---------------- | ---------------- | ----------- | ----------------------------- |
| Азорські острови | Віза не потрібна | 90 днів     | Діє правило Шенгенської зони. |
| Мадейра          | Віза не потрібна | 90 днів     | Діє правило Шенгенської зони. |

Сполучені Штати Америки:
| Територія                       | Вимога        | Перебування | Примітки |
| ------------------------------- | ------------- | ----------- | --- |
| Американське Самоа              | Віза потрібна |             | Необхідно мати дозвіл з міграційної служби АС та дійсну візу США (літаки до Американського Самоа прямують тільки з США). |
| Американські Віргінські Острови | Віза потрібна |             | Можливий в'їзд за наявності дійсної візи США.                                                                            |
| Гуам                            | Віза потрібна |             | Можливий в'їзд за наявності дійсної візи США.                                                                            |
| Північні Маріанські Острови     | Віза потрібна |             | Можливий в'їзд за наявності дійсної візи США.                                                                            |
| Пуерто-Рико                     | Віза потрібна |             | Можливий в'їзд за наявності дійсної візи США.                                                                            |

Фінляндія:
| Територія         | Вимога           | Перебування | Примітки                     |
| ----------------- | ---------------- | ----------- | ---------------------------- |
| Аландські острови | Віза не потрібна | 90 днів     | Діє правило Шенгенської зони |

Франція:
| Територія            | Вимога           | Перебування | Примітки |
| -------------------- | ---------------- | ----------- | -------- |
| Волліс і Футуна      | Віза не потрібна | 90 днів     |          |
| Гваделупа            | Віза не потрібна | 90 днів     |          |
| Майотта              | Віза не потрібна | 90 днів     |          |
| Мартиніка            | Віза не потрібна | 90 днів     |          |
| Нова Каледонія       | Віза не потрібна | 90 днів     |          |
| Реюньйон             | Віза не потрібна | 90 днів     |          |
| Сен-Бартельмі        | Віза не потрібна | 90 днів     |          |
| Сен-Мартен           | Віза не потрібна | 90 днів     |          |
| Сен-П'єр і Мікелон   | Віза не потрібна | 90 днів     |          |
| Французька Гвіана    | Віза не потрібна | 90 днів     |          |
| Французька Полінезія | Віза не потрібна | 90 днів     |          |

### Невизнані та частково визнані території
| Територія                             | Вимога           | Перебування | Примітки |
| ------------------------------------- | ---------------- | ----------- | --- |
| Абхазія                               | Віза потрібна    |             | Згідно з законодавством Грузії, в'їзд через російсько-абхазький кордон розглядається як незаконний перетин державного кордону Грузії та кримінально переслідується. Легальний в'їзд громадян України до Абхазії можливий лише за наявності спеціального дозволу компетентних органів Грузії й тільки з напрямку Зуґдідського муніципалітету                   |
| Косово                                | Віза не потрібна | 90 днів     | Для виїзду з Косова в Сербію необхідно попередньо виїхати в третю країну (наприклад, Чорногорію або Північну Македонію). Натомість в'їзд із території Сербії і подальше повернення через кордон із Косова можливий. |
| Південна Осетія                       | Віза не потрібна | 90 днів     | Згідно з законодавством Грузії, в'їзд через російсько-південноосетинський кордон розглядається як незаконний перетин державного кордону Грузії та кримінально переслідується. Легальний в'їзд громадян України до Південної Осетії можливий лише за наявності спеціального дозволу компетентних органів Грузії й тільки з напрямку Ґорійського муніципалітету |
| Придністровська Молдавська Республіка | Віза не потрібна | 45 днів     | У разі якщо подальший виїзд з Молдови планується через прикордонний пункт пропуску, який контролюється молдавською владою, то необхідно перед в'їздом до ПМР поставити в паспорт відмітку про перетин кордону України (ставиться українськими прикордонниками на вимогу).                                                                                     |
| Сомаліленд                            | Віза по прибуттю |             | Віза по прибуттю |
| Турецька Республіка Північного Кіпру  | Віза не потрібна | 15 днів     | |

## Загальні умови в'їзду
- Більшість країн для в'їзду вимагають наявність проїзного документа (паспорта), який дійсний щонайменше 3-6 місяців з моменту перетину кордону.
- Незалежно від режиму в'їзду, іноземні прикордонні служби можуть зажадати документи, які підтверджують мету прибуття, зворотні квитки та наявність достатніх фінансових коштів для поїздки.
- Безвізовий режим з іншими країнами не дає права працювати в них. Недотримання цієї норми може тягнути за собою штраф з подальшою депортацією або навіть кримінальну відповідальність.
- Деякі країни можуть стягувати грошові збори за в'їзд або виїзд.
- У випадках, коли оформлення візи здійснюється по прибуттю, можуть знадобитися 1-2 кольорові паспортні фотографії особи, що перетинає кордон.
- Безвізовий в'їзд до країн Шенгенської зони можливий виключно по біометричному паспорту. Власникам паспортів старого зразку необхідна віза або посвідка на проживання в одній з країн ЄС.

## Вакцинація
Для відвідування більшості африканських країн необхідно мати міжнародний сертифікат про вакцинацію.

## Прогнози на майбутнє
Існує домовленість скасування віз найближчим часом з наступними країнами:
- Південна Корея (електронна віза для членів родин та робочих спеціалістів)
- КНР ( 10 - ти денні безвізові транзити низкою міст та територій та 15 - ти денні безвізові тури для пасажирів круїзних лайнерів)
- Багамські Острови (електронна віза)
- Соломонові Острови
- Тринідад і Тобаго (електронна віза)